# Чарлз Самнер Тейнтер
Чарльз Самнер Тейнтер (англ. Charles Sumner Tainter; 25 квітня 1854 — 20 квітня 1940) — американський інженер та винахідник, більш за все відомий своєю співпрацею з Александром Беллом і вдосконаленням фонографа Едісона.
Тейнтер народився в Вотертауні (штат Массачусетс), навчався у звичайній школі. Більшість своїх знань отримав шляхом самонавчання. У 1873 році почав працювати у компанії з виробництва телескопів у Кембриджі. Компанія отримала контракт на спостереження проходу Венери 8 грудня 1874 року, і Тейнтер відправився разом з експедицією спостерігачів до Нової Зеландії. У 1878 році відкриває майстерню з виготовлення наукових інструментів, а через рік Александр Белл запросив його у свою «Вольта Лабораторіз» у Вашингтоні, де Тейнтер працював наступні сім років.
Протягом цього часу Тейнтер разом з Беллом займався фонографом, а також конструював графофон — вдосконалений варіант фонографа, за який отримав кілька патентів. Едісон судився з Тейнтером за порушення патентного права, але суперечку було вирішено мировою угодою.
У 1886 році одружився, і наступні роки працював у Вашингтоні над вдосконаленням графофона і заснуванням компанії, що займалася б комерційною реалізацією одного з перших диктофонів на базі графофона.
Через слабке здоров'я (часті хвороби на пневмонію) Тейнтер з дружиною у 1903 році переїхали до Сан-Дієго.
Тейнтер отримав кілька почесних нагород за графофон.